# Sarwali Peak
Der Sarwali Peak ist ein 6424 Meter (nach anderen Quellen 6411 Meter) hoher Berg im Nanga-Parbat-Massiv in Pakistan an der Grenze von Gilgit-Baltistan und Asad Kaschmir. Weitere (veraltete) Bergnamen sind Toshe Ri, Toshe I, Toshain I und Dabbar Peak.

## Lage
Der Sarwali Peak befindet sich im äußersten Südosten des Himalaya, 18 km südwestlich des Achttausenders Nanga Parbat. Ein Bergkamm führt vom Nanga Parbat nach Westen über den Mazeno-Grat und später nach Süden zum Sarwali Peak. Der etwa 5120 m hohe Pass Toshe Gali bildet den tiefsten Punkt des Gebirgskamms. Die Schartenhöhe beträgt entsprechend etwa 1304 m. Nordwestlich des Sarwali Peak befinden sich die benachbarten Gipfel Toshe II (6335 m) und Geshot Peak (Toshe III) (6270 m). Von einem niedrigeren Ostgipfel des Sarwali Peak zweigt ein kurzer Bergkamm zum Turpin Peak (5924 m) nach Nordosten ab. Nach Südosten führt vom Ostgipfel des Sarwali Peak der Gebirgskamm weiter zum Laila Peak (6132 m). Unterhalb der Nordflanke des Sarwali Peak befindet sich das Nährgebiet des Toshegletschers, unterhalb der Westflanke das des Jalharigletschers sowie unterhalb der Südostflanke das des Sarawaligletschers.

## Besteigungsgeschichte
Der Sarwali Peak ist vermutlich noch unbestiegen (AAJ 2016). Besteigungen, die in den Jahren 1974 und 1975 stattfanden, werden dem benachbarten Gipfel Laila Peak (damals Toshe V) zugeordnet. Im Sommer 2009 erreichten Robert Koschitzki and Christian Walter vom Alpinclub Sachsen einen Vorgipfel des Sarwali Peak 150 m unterhalb des Hauptgipfels. Im Sommer 2015 versuchte eine Dreiergruppe einer fünfköpfigen pakistanischen Expedition die Besteigung des Sarwali Peak. Sie wurden letztmals auf einer Höhe von 5500 m beobachtet und galten danach als verschollen. Im August 2024 wurden die Leichen der drei Bergsteiger entdeckt und später geborgen.